# Велика буря 1854 року

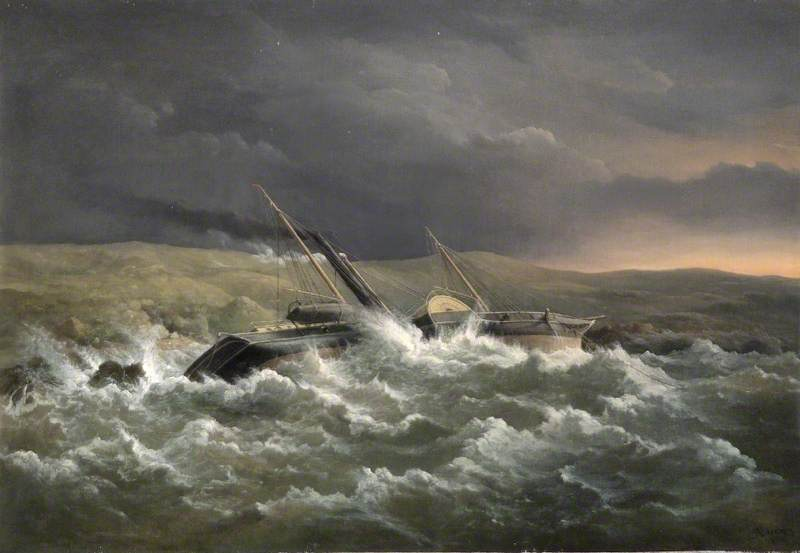
HMS Danube, корабель Королівського флоту Великої Британії, потоплений під час Великої бурі в Козачій бухті в Севастополі. Робота

Велика буря — шторм, що відбувся в Чорному морі та навколо нього 14 листопада 1854 року. Завдала значної шкоди військам держав — учасницям Кримської війни, особливо їхнім флотам, та затримала бойові дії на певний час.
Погода у Криму в листопаді 1854 року була загалом штормовою та несприятливою для воєнних дій з обох сторін конфлікту. У зв'язку з цим командування союзників планувало залишити у Криму на зимовий період 14 суден, а решту — перекинути із Криму до Босфору. Однак цьому завадила велика буря, що розпочалася вранці 14 листопада. Найбільш детальні повідомлення про неї були знайдені в бортових журналах російських та британських кораблів. Зокрема, вони зафіксували швидкість вітру приблизно 30 км/год.
Під час шторму британський та союзні флоти перебували в Чорному морі з усією провізією, необхідною для зимових кампаній. Потужний вітер знищив або сильно пошкодив щонайменше 11 британських суден; ще 7 британських та 16 французьких суден були пошкоджені. Очевидці повідомляли про падіння наметів військовослужбовців та виривання дерев із землі. Більша частина продовольства, заготовленого на зиму, зокрема їжа, паливо та зимовий одяг, була втрачена. Внаслідок цього значна кількість вояків загинула через гіпотермію та інші хвороби.
Найбільше шкоди шторм завдав саме силам союзників. Імператор Микола I, дізнавшись про шторм, у листі до князя Меншикова писав:
|  | Дякувати бурі, вона нам послужила добре; бажано б ще таку. |

Внаслідок бурі виникло декілька скандалів. Кошти, виділені на допомогу постраждалим військам, були розкрадені офіцерами. Крім того, було виявлено, що попри проходження шторму Європою із заходу перед його приходом до Криму жодних попереджень військам не було надіслано. Як наслідок, декілька країн після цього відкрили незалежні метеорологічні станції. У Франції директору Observatoire de Paris Урбену Левер'є доручили розробку системи штормових попереджень, яка згодом розвинулася в міжнародну метеорологічну службу.
Хоча наразі неможливо точно встановити швидкість вітру під час шторму, науковці дають йому оцінку в 11 балів за шкалою Бофорта.